# Finale della Coppa Libertadores 2023
La finale della 64ª edizione della Coppa Libertadores si è disputata sabato 4 novembre 2023 allo Stadio Maracanã di Rio de Janeiro, in Brasile, tra i brasiliani del Fluminense e gli argentini del Boca Juniors. Ad imporsi è stata la Fluminense, che ha battuto per 2-1 ai tempi supplementari il Boca Juniors.
La vincitrice si è qualificata alla Coppa del mondo per club FIFA 2023 e alla Recopa Sudamericana 2024 (quest'ultima contro la vincente della Coppa Sudamericana 2023).

## Le squadre
| Squadre      | Partecipazioni precedenti (il grassetto indica la vittoria)           |
| ------------ | --------------------------------------------------------------------- |
| Boca Juniors | 11 (1963, 1977, 1978, 1979, 2000, 2001, 2003, 2004, 2007, 2012, 2018) |
| Fluminense   | 1 (2008)                                                              |

## Sede
Il 9 marzo 2023 la CONMEBOL ha scelto come sede della finale lo Stadio Maracanã di Rio de Janeiro, proprio in casa del Fluminense.

## Il cammino verso la finale
Note: in ogni risultato sottostante, il punteggio della squadra di casa è menzionato per primo.
Il Boca Juniors ha superati tutti i turni a eliminazione diretta ai calci di rigore
| Boca Juniors                                | Boca Juniors                                | Boca Juniors                                | Turno                       | Fluminense                                  | Fluminense                                  | Fluminense                                  |
| ------------------------------------------- | ------------------------------------------- | ------------------------------------------- | --------------------------- | ------------------------------------------- | ------------------------------------------- | ------------------------------------------- |
| Avversario                                  | Luogo                                       | Risultato                                   |                             | Avversario                                  | Luogo                                       | Risultato                                   |
| Qualificato direttamente alla fase a gironi | Qualificato direttamente alla fase a gironi | Qualificato direttamente alla fase a gironi | Turni preliminari           | Qualificato direttamente alla fase a gironi | Qualificato direttamente alla fase a gironi | Qualificato direttamente alla fase a gironi |
| Avversario                                  | Avversario                                  | Risultato                                   | Fase a eliminazione diretta | Avversario                                  | Avversario                                  | Risultato                                   |
| Nacional                                    | Trasferta                                   | 0-0                                         | Ottavi di finale            | Argentinos Juniors                          | Trasferta                                   | 1-1                                         |
| Nacional                                    | Casa                                        | 2-2 (4-2 dtr)                               | Ottavi di finale            | Argentinos Juniors                          | Casa                                        | 2-0                                         |
| Racing Club                                 | Trasferta                                   | 0-0                                         | Quarti di finale            | Olimpia                                     | Casa                                        | 2-0                                         |
| Racing Club                                 | Casa                                        | 0-0 (4-1 dtr)                               | Quarti di finale            | Olimpia                                     | Trasferta                                   | 3-1                                         |
| Palmeiras                                   | Trasferta                                   | 0-0                                         | Semifinale                  | Internacional                               | Casa                                        | 2-2                                         |
| Palmeiras                                   | Casa                                        | 1-1 (4-2 dtr)                               | Semifinale                  | Internacional                               | Trasferta                                   | 2-1                                         |

## Descrizione della partita
La partita inizia con il Fluminense che domina il possesso palla, ma non riesce a concretizzare, trovando sempre la difesa argentina ben organizzata. Dopo una mezz'ora con poche emozioni, al 36' Cano riesce a portare in vantaggio i suoi con una girata che batte Romero. Nel secondo tempo i brasiliani gestiscono il risultato, mentre il Boca si spinge di più in avanti per cercare il pareggio, che viene puntualmente realizzato da Advíncula al 72'. Dopo poche occasioni da entrambe le parti, i 90' regolamentari si chiudono in parità per cui si rendono necessari i tempi supplementari. Al 99' è di nuovo la Fluminense a passare in vantaggio, grazie a un gol del subentrato Kennedy; il giocatore brasiliano, già ammonito esulta in maniera giudicata eccessiva dell'arbitro per cui rimedia il cartellino rosso per doppio giallo. Il Boca non riesce a sfruttare la superiorità numerica, che comunque ha breve durata: nel recupero del 1º tempo supplementare, Fabra rimedia il rosso diretto, portando la partita a giocarsi in 10 contro 10. Nel secondo tempo supplementare il Fluminense riesce bene a contenere l'attacco del Boca, trovando anche un palo in contropiede, fino al triplice fischio che sancisce il primo storico successo del club "Tricolor", nonché il 5º di fila per un club brasiliano .

## Tabellino
| Arbitro: | Wilmar Roldán |

|               |           |                      |
| Advíncula 72’ | Marcatori | 36’ Cano 99’ Kennedy |

| Boca Juniors | Fluminense |

### Formazioni
| P             | 1  | Sergio Romero       |        |      |
| D             | 17 | Luis Advíncula      |        |      |
| D             | 4  | Nicolás Figal       | 68’    | 113’ |
| D             | 15 | Nicolás Valentini   |        |      |
| D             | 18 | Frank Fabra         | 105+7’ |      |
| C             | 36 | Cristian Medina     |        | 106’ |
| C             | 8  | Guillermo Fernández |        |      |
| C             | 21 | Ezequiel Fernández  |        | 106’ |
| C             | 19 | Valentín Barco      |        | 78’  |
| A             | 16 | Miguel Merentiel    |        | 91’  |
| A             | 10 | Edinson Cavani      | 64’    | 78’  |
| Panchina:     |    |                     |        |      |
| P             | 13 | Javier García       |        |      |
| D             | 2  | Facundo Roncaglia   |        |      |
| D             | 3  | Marcelo Saracchi    | 120’   | 106’ |
| D             | 25 | Bruno Valdez        |        | 113’ |
| D             | 57 | Marcelo Weigandt    |        |      |
| C             | 20 | Juan Ramírez        |        |      |
| C             | 23 | Diego González      |        |      |
| C             | 39 | Vicente Taborda     |        | 106’ |
| C             | 49 | Jorman Campuzano    |        |      |
| A             | 9  | Darío Benedetto     |        | 78’  |
| A             | 11 | Lucas Janson        |        | 91’  |
| A             | 41 | Luca Langoni        | 94’    | 78’  |
| Allenatore:   |    |                     |        |      |
| Jorge Almirón |    |                     |        |      |

| P              | 1  | Fábio              |        |           |
| D              | 2  | Samuel Xavier      |        | 85’       |
| D              | 33 | Nino               | 105+7’ |           |
| D              | 30 | Felipe Melo        |        | 52’       |
| D              | 12 | Marcelo            |        | 80’       |
| C              | 8  | Martinelli         |        | 80’       |
| C              | 7  | André              |        |           |
| C              | 21 | Arias              |        |           |
| C              | 10 | Ganso              |        | 80’       |
| A              | 11 | Keno               | 67’    | 103’      |
| A              | 14 | Germán Cano        | 120’   |           |
| Panchina:      |    |                    |        |           |
| P              | 22 | Pedro Rangel       |        |           |
| D              | 4  | Marlon             |        | 52’       |
| D              | 23 | Guga               |        | 85’       |
| D              | 40 | Diogo Barbosa      |        | 80’       |
| D              | 44 | David Braz         |        | 103’      |
| C              | 5  | Alexsander         |        |           |
| C              | 19 | Leonardo Fernández |        |           |
| C              | 20 | Danielzinho        |        |           |
| C              | 29 | Thiago Santos      |        |           |
| C              | 45 | Lima               |        | 80’       |
| A              | 9  | Kennedy            | 80’    | 89’, 101’ |
| A              | 38 | Yony González      |        |           |
| Allenatore:    |    |                    |        |           |
| Fernando Diniz |    |                    |        |           |